# Kościół Nawiedzenia Najświętszej Maryi Panny w Starym Lubotyniu
Kościół Nawiedzenia Najświętszej Maryi Panny – rzymskokatolicki kościół parafialny należący do dekanatu Ostrów Mazowiecka – Wniebowzięcia NMP.

## Historia
Obecna świątynia w stylu neogotyckim została wzniesiona dzięki staraniom księdza proboszcza Adolfa Łapińskiego i ukończona w 1895 roku; konsekrowana została w dniu 9 czerwca 1925 roku przez biskupa Romualda Jałbrzykowskiego. Częściowo została zniszczona podczas działań wojennych w 1944 roku, odbudowana została w 1948 roku dzięki staraniom księdza proboszcza J. Strękowskiego. W latach 1990–2000 dzięki staraniom księdza proboszcza H. Karwowskiego budowla została gruntownie odremontowana.